# Paris à l'aube
Pour plus de détails, voir Fiche technique et Distribution.
Paris à l'aube (Paris After Dark) est un film américain réalisé par Léonide Moguy, sorti en 1943.

## Synopsis
Les activités de la résistance française dans le Paris occupé, dont notamment le Front national dirigé par les communistes.

## Fiche technique
- Titre français : Paris à l'aube[1]
- Titre original : Paris After Dark
- Réalisation : Léonide Moguy
- Scénario : Harold Buchman et Georges Kessel
- Photographie : Lucien N. Andriot
- Musique : Hugo Friedhofer
- Production : André Daven
- Pays d'origine : États-Unis
- Format : Noir et blanc - 1,37:1 - Mono
- Genre : drame
- Date de sortie : 
  - États-Unis : 6 octobre 1943
  - France : 14 juin 1946[1]

## Distribution
- George Sanders : Dr Andre Marbel
- Philip Dorn : Jean Blanchard
- Brenda Marshall : Yvonne Blanchard
- Madeleine Lebeau : Collette
- Marcel Dalio : Michel
- Robert Lewis : Colonel Pirosh
- Henry Rowland : Capitaine Franck

Acteurs non crédités
- Curt Bois : Max
- Eugene Borden : Membre du comité central
- George Davis : Barfly
- Jean Del Val : Papa Benoît
- Ann Codee : Mme Benoît
- Gaston Glass : Soldat
- Peter Lawford : Français
- Maurice Marsac : Soldat français
- Ryszard Ordyński : Soldat
- Michael Visaroff : Paul
- Paul Weigel
- Wolfgang Zilzer : Annonceur allemand